# 英勇战士奖章
英勇战士奖章是马来西亚联邦的最高等奖章，该奖在1960年7月29日创建，并在1969年8月11日刊登宪报。
英勇战士奖章是颁赠给军警人员的最高等奖章，受奖人次没有限制，虽然受奖者不会被册封任何头衔，但它在联邦授勋及嘉奖制度中的排行高于拥有册封头衔的勋章，甚至也高于册封给王室成员的王族勋章。
英勇战士奖章的设计是一个新月形状银制的奖牌，新月上刻有“英勇”（Gagah Perkasa）的字样，在新月拱上是一枚14角星。悬挂奖章的是搭配红色条紋的黄色丝带，丝带长1.5英寸，宽1/8英寸。在2009年,馬來西亞下議院批准從400令吉津貼增加到2,000令吉津貼,所以获得颁赠英勇战士奖章的人士固定每月获得2,000令吉津贴，而那些已经逝世的受奖者可以由直系亲属代为接受RM20,000的一次性奖金。